# Fjällstrupig cinklod
Fjällstrupig cinklod (Upucerthia dumetaria) är en fågel i familjen ugnsfåglar inom ordningen tättingar.

## Utseende och läte
Fjällstrupig cinklod är en gråbrun fågel med en lång, bågformad näbb. På strupe och bröst syns ett sotfärgat fjälligt mönster och på huvudet ett ljust ögonbrynsstreck. 

## Utbredning och systematik
Fjällstrupig cinklod delas in i tre underarter:
- Upucerthia dumetaria peruana – förekommer i Anderna i södra Peru (Puno)
- Upucerthia dumetaria hypoleuca – förekommer i västra Bolivia, mellersta Chile och västra Argentina
- Upucerthia dumetaria dumetaria – förekommer från södra Chile och från södra och mellersta Argentina till Tierra del Fuego

## Levnadssätt
Fjällstrupig cinklod är rätt vanlig fågel i Anderna, lokalt vanlig i buskstäpp i Patagonien och på Eldslandet. Arten föredrar buskvegetation på klippiga sluttningar och intilliggande myrar och gräsrika områden. Den ses ofta sjunga från en upphöjd sittplats på ett klippblock eller en staketstolpe.

## Status och hot
Arten har ett stort utbredningsområde, men tros minska i antal, dock inte tillräckligt kraftigt för att den ska betraktas som hotad. Internationella naturvårdsunionen IUCN listar arten som livskraftig (LC).

## Namn
Tidigare kallades arten fjällstrupig markkrypare på svenska, men har tilldelats ett nytt officiellt svenskt namn av Birdlife Sveriges taxonomikommittén eftersom markkrypare som grupp inte står varandra närmast. Istället är den nära släkt med cinkloder och namnet har justerats därefter.